# Llista de monuments de Veciana
Llista de monuments de Veciana inclosos en l'Inventari del Patrimoni Arquitectònic Català per al municipi de Veciana (Anoia). Inclou els inscrits en el Registre de Béns Culturals d'Interès Nacional (BCIN) amb la classificació de monuments històrics, els Béns Culturals d'Interès Local (BCIL) de caràcter immoble i la resta de béns arquitectònics integrants del patrimoni cultural català.
| Monument                                                       | Protecció    | Estil/època                    | Localització                                                               | Coordenades                                          | Codi?         | Imatge |
| -------------------------------------------------------------- | ------------ | ------------------------------ | -------------------------------------------------------------------------- | ---------------------------------------------------- | ------------- | --- |
| Castell de Veciana                                             | BCIN 1721-MH | Medieval                       | Veciana C. Vun, al costat de l'Ajuntament                                  | 41° 39′ 22″ N, 1° 29′ 17″ E / 41.656223°N,1.488151°E | RI-51-0005756 | Castell de Veciana · Vegeu més fotos d'aquest monument · Carregueu una nova foto d'aquest monument                                         |
| Castell de Montfalcó Gros                                      | BCIN 1722-MH | Medieval                       | Veciana Montfalcó el Gros                                                  | 41° 39′ 27″ N, 1° 27′ 15″ E / 41.657528°N,1.454124°E | RI-51-0005757 | Castell de Montfalcó Gros (Veciana) · Vegeu més fotos d'aquest monument · Carregueu una nova foto d'aquest monument                        |
| Castell de Segur                                               | BCIN 1723-MH | Medieval                       | Veciana Turó a la part est de Segur                                        | 41° 41′ 00″ N, 1° 28′ 08″ E / 41.683224°N,1.468914°E | RI-51-0005758 | Castell de Segur (Veciana) · Vegeu més fotos d'aquest monument · Carregueu una nova foto d'aquest monument                                 |
| Molins de Segur, Molí de la Roda                               | BCIN 1724-MH | XVII-XVIII                     | Veciana Camí que surt de la ctra. C-1412a de la Panadella a Calaf, km 45,7 | 41° 40′ 53″ N, 1° 30′ 04″ E / 41.681366°N,1.501058°E | RI-51-0005759 | Molí de la Roda (Veciana) · Vegeu més fotos d'aquest monument · Carregueu una nova foto d'aquest monument                                  |
| Biure o Masia Ben Viure                                        | BCIL 1998    | Obra popular                   | Veciana Ctra. B-100, prop de Sant Guim de Freixenet                        | 41° 40′ 01″ N, 1° 26′ 00″ E / 41.667019°N,1.433414°E | IPA-6093      | Biure (Veciana) · Vegeu més fotos d'aquest monument · Carregueu una nova foto d'aquest monument                                            |
| Balsarell de Segarra, o Balsareny de Segarra                   |              | Obra popular                   | Veciana Des de la ctra. B-100, prop de la Masia de Biure                   | 41° 40′ 27″ N, 1° 25′ 21″ E / 41.674060°N,1.422395°E | IPA-6094      | Balsarell de Segarra (Veciana) · Vegeu més fotos d'aquest monument · Carregueu una nova foto d'aquest monument                             |
| Capella de la Mare de Déu de Montserrat                        |              | Obra popular XX                | Veciana Masia Biure, prop de Sant Guim de Freixenet                        | 41° 40′ 01″ N, 1° 26′ 01″ E / 41.667023°N,1.433567°E | IPA-6095      | Capella de la Mare de Déu de Montserrat (Veciana) · Vegeu més fotos d'aquest monument · Carregueu una nova foto d'aquest monument          |
| Els Tots, o el Tost                                            |              |                                | Veciana Ctra. de Copons a Veciana                                          | 41° 39′ 49″ N, 1° 28′ 39″ E / 41.663705°N,1.477590°E | IPA-6096      | Els Tots (Veciana) · Vegeu més fotos d'aquest monument · Carregueu una nova foto d'aquest monument                                         |
| Mas Secanella                                                  |              | Obra popular                   | Veciana Prop de Segur                                                      | 41° 40′ 24″ N, 1° 29′ 11″ E / 41.673423°N,1.486285°E | IPA-6097      | Mas Secanella (Veciana) · Vegeu més fotos d'aquest monument · Carregueu una nova foto d'aquest monument                                    |
| Mas Lloret                                                     |              |                                | Veciana                                                                    | 41° 39′ 51″ N, 1° 30′ 13″ E / 41.664077°N,1.503692°E | IPA-6098      | El Lloret (Veciana) · Vegeu més fotos d'aquest monument · Carregueu una nova foto d'aquest monument                                        |
| Capella de Sant Jaume de Castellnou                            |              | Obra popular, barroc XIII-XVII | Veciana A 400 m de Santa Maria del Camí                                    | 41° 37′ 59″ N, 1° 28′ 33″ E / 41.633002°N,1.475958°E | IPA-6100      | Carregueu una nova foto d'aquest monument                                                                                                  |
| Cal Brunet                                                     |              | Obra popular XIX               | Veciana Ctra. de Copons a Veciana                                          | 41° 39′ 11″ N, 1° 29′ 43″ E / 41.653024°N,1.495188°E | IPA-6105      | Cal Brunet (Veciana) · Vegeu més fotos d'aquest monument · Carregueu una nova foto d'aquest monument                                       |
| Cal Turull                                                     |              | Obra popular                   | Veciana                                                                    | 41° 39′ 59″ N, 1° 29′ 25″ E / 41.666434°N,1.490227°E | IPA-6106      | Cal Turull (Veciana) · Vegeu més fotos d'aquest monument · Carregueu una nova foto d'aquest monument                                       |
| Mas Garreta                                                    |              | Obra popular                   | Veciana A 500 m del nucli de Montfalcó, camí de Montfalcó a Veciana        | 41° 39′ 20″ N, 1° 27′ 50″ E / 41.655680°N,1.463888°E | IPA-6108      | Mas Garreta (Veciana) · Vegeu més fotos d'aquest monument · Carregueu una nova foto d'aquest monument                                      |
| La Rubiola                                                     |              |                                | Veciana                                                                    | 41° 39′ 34″ N, 1° 25′ 51″ E / 41.659339°N,1.430706°E | IPA-6110      | La Rubiola (Veciana) · Vegeu més fotos d'aquest monument · Carregueu una nova foto d'aquest monument                                       |
| La Clau de Miralles                                            |              | Obra popular XVI               | Veciana                                                                    | 41° 41′ 27″ N, 1° 31′ 09″ E / 41.690744°N,1.519146°E | IPA-6112      | La Clau de Miralles (Veciana) · Vegeu més fotos d'aquest monument · Carregueu una nova foto d'aquest monument                              |
| Església parroquial de Santa Maria de Veciana                  |              | Romànic X                      | Veciana Ctra. C-1412 de Copons a Veciana                                   | 41° 39′ 33″ N, 1° 29′ 04″ E / 41.659145°N,1.484379°E | IPA-6113      | Església parroquial de Santa Maria de Veciana (Veciana) · Vegeu més fotos d'aquest monument · Carregueu una nova foto d'aquest monument    |
| Capella de Sant Miquel                                         |              | Romànic XIII                   | Veciana Ctra. de Copons a Veciana                                          | 41° 39′ 22″ N, 1° 29′ 17″ E / 41.656220°N,1.488165°E | IPA-6116      | Capella de Sant Miquel (Veciana) · Vegeu més fotos d'aquest monument · Carregueu una nova foto d'aquest monument                           |
| Església parroquial de Sant Salvador de Miralles               |              | Barroc XII-XVIII               | Veciana Camí des de la Clau de Miralles                                    | 41° 40′ 13″ N, 1° 30′ 16″ E / 41.670415°N,1.504335°E | IPA-6117      | Església parroquial de Sant Salvador de Miralles (Veciana) · Vegeu més fotos d'aquest monument · Carregueu una nova foto d'aquest monument |
| Can Pallerols                                                  |              | Obra popular XVII-XX           | Veciana Ctra. 1412 de Jorba a Calaf                                        | 41° 40′ 41″ N, 1° 31′ 51″ E / 41.678010°N,1.530887°E | IPA-6119      | Can Pallerols (Veciana) · Vegeu més fotos d'aquest monument · Carregueu una nova foto d'aquest monument                                    |
| Cal Malloat                                                    |              | Obra popular XVIII             | Veciana Ctra. BV-1001, km 5,8, prop de Segur                               | 41° 41′ 26″ N, 1° 28′ 48″ E / 41.690620°N,1.480024°E | IPA-6130      | Cal Malloat (Veciana) · Vegeu més fotos d'aquest monument · Carregueu una nova foto d'aquest monument                                      |
| Molí del Simon                                                 |              | Obra popular                   | Veciana Esquerra riera de Santa Maria                                      | 41° 37′ 37″ N, 1° 28′ 57″ E / 41.626946°N,1.482417°E | IPA-26448     | Carregueu una nova foto d'aquest monument                                                                                                  |
| Molí del Fiterol                                               |              | Obra popular XIII              | Veciana Dreta del riu Anoia                                                | 41° 39′ 23″ N, 1° 30′ 06″ E / 41.656375°N,1.501738°E | IPA-26449     | Molí del Fiterol (Veciana) · Vegeu més fotos d'aquest monument · Carregueu una nova foto d'aquest monument                                 |
| Molí del Missó                                                 |              | Obra popular                   | Veciana                                                                    | 41° 39′ 20″ N, 1° 29′ 27″ E / 41.655576°N,1.490724°E | IPA-26450     | Molí del Missó (Veciana) · Vegeu més fotos d'aquest monument · Carregueu una nova foto d'aquest monument                                   |
| Molí de la Carota                                              |              | Obra popular                   | Veciana Esquerra riera de Veciana                                          | 41° 38′ 59″ N, 1° 30′ 15″ E / 41.649794°N,1.504191°E | IPA-26451     | Molí de la Carota (Veciana) · Vegeu més fotos d'aquest monument · Carregueu una nova foto d'aquest monument                                |
| Molí de la Morera                                              |              | Obra popular                   | Veciana Esquerra del riu Anoia                                             | 41° 40′ 28″ N, 1° 30′ 03″ E / 41.674551°N,1.500840°E | IPA-26452     | Carregueu una nova foto d'aquest monument                                                                                                  |
| Molí del Solanet                                               |              | Obra popular                   | Veciana Esquerra del riu Anoia                                             |                                                      | IPA-26453     | Carregueu una nova foto d'aquest monument                                                                                                  |
| Molí del Brunet                                                |              | Obra popular                   | Veciana Dreta riera de Veciana                                             | 41° 39′ 11″ N, 1° 29′ 42″ E / 41.653138°N,1.495040°E | IPA-26454     | Carregueu una nova foto d'aquest monument                                                                                                  |
| Molí Nou                                                       |              | Obra popular                   | Veciana                                                                    |                                                      | IPA-40782     | Carregueu una nova foto d'aquest monument                                                                                                  |
| Molí de l'Horta                                                |              | Obra popular                   | Veciana Riera Gran                                                         |                                                      | IPA-40783     | Carregueu una nova foto d'aquest monument                                                                                                  |
| Molí del Lloret                                                |              | Obra popular                   | Veciana                                                                    |                                                      | IPA-40784     | Carregueu una nova foto d'aquest monument                                                                                                  |
| Molí de Pallerols                                              |              | Obra popular                   | Veciana                                                                    |                                                      | IPA-40785     | Carregueu una nova foto d'aquest monument                                                                                                  |
| Mas Vilà                                                       |              | Obra popular                   | Veciana Ctra. de Calaf a Sant Guim, km 10,8                                | 41° 40′ 01″ N, 1° 26′ 51″ E / 41.666911°N,1.447435°E | IPA-6103      | Mas Vilà (Veciana) · Vegeu més fotos d'aquest monument · Carregueu una nova foto d'aquest monument                                         |
| Capella de Santa Llúcia de la Rubiola                          |              | Obra popular                   | Veciana Ctra. BV-1001, km 12,8, la Rubiola                                 | 41° 39′ 34″ N, 1° 25′ 49″ E / 41.659517°N,1.430342°E | IPA-6131      | Capella de Santa Llúcia de la Rubiola (Veciana) · Vegeu més fotos d'aquest monument · Carregueu una nova foto d'aquest monument            |
| Capella de la Mare de Déu de la Concepció o de les Olles       |              | Obra popular XVII              | Veciana Ctra. BV-1001, km 5,9, Molí de la Roda                             | 41° 40′ 55″ N, 1° 30′ 03″ E / 41.682040°N,1.500740°E | IPA-6120      | Capella de la Mare de Déu de les Olles (Veciana) · Vegeu més fotos d'aquest monument · Carregueu una nova foto d'aquest monument           |
| Sant Pere de Montfalcó el Gros                                 |              | Romànic XI                     | Veciana Ctra. BV-1001, a 200 m de Montfalcó                                | 41° 39′ 28″ N, 1° 27′ 25″ E / 41.657667°N,1.456896°E | IPA-6125      | Sant Pere de Montfalcó el Gros (Veciana) · Vegeu més fotos d'aquest monument · Carregueu una nova foto d'aquest monument                   |
| Can Casanova                                                   |              | Obra popular XVIII             | Veciana Ctra. BV-1001, Montfalcó el Gros                                   | 41° 39′ 26″ N, 1° 27′ 17″ E / 41.657304°N,1.454793°E | IPA-6129      | Can Casanova (Veciana) · Vegeu més fotos d'aquest monument · Carregueu una nova foto d'aquest monument                                     |
| Capella de Sant Gabriel                                        |              | XV                             | Veciana Camí de Veciana a Santa Maria del Camí                             | 41° 38′ 48″ N, 1° 29′ 15″ E / 41.646587°N,1.487607°E | IPA-6118      | Capella de Sant Gabriel (Veciana) · Vegeu més fotos d'aquest monument · Carregueu una nova foto d'aquest monument                          |
| Església de Sant Pere del Vim, o Sant Pere Desvim, Sant Puvium | BCIL 2007    | Romànic, gòtic XI-XII, XIV-XV  | Veciana Sant Pere del Vim, ctra. 1412 d'Igualada a Calaf                   | 41° 40′ 47″ N, 1° 31′ 45″ E / 41.67976°N,1.52921°E   | IPA-6124      | Església de Sant Pere del Vim (Veciana) · Vegeu més fotos d'aquest monument · Carregueu una nova foto d'aquest monument                    |
| Església parroquial de Santa Maria de Segur                    |              | XII-XVII, XIX                  | Veciana Ctra. BV-1001, Segur                                               | 41° 40′ 58″ N, 1° 28′ 12″ E / 41.682811°N,1.470130°E | IPA-6115      | Església parroquial de Santa Maria de Segur (Veciana) · Vegeu més fotos d'aquest monument · Carregueu una nova foto d'aquest monument      |
| Santuari de la Mare de Déu del Puig del Ram                    |              | Barroc XII-XVIII               | Veciana Ctra. BV-1001, Segur                                               | 41° 40′ 52″ N, 1° 28′ 08″ E / 41.681237°N,1.468918°E | IPA-6122      | Santuari de la Mare de Déu del Puig del Ram (Veciana) · Vegeu més fotos d'aquest monument · Carregueu una nova foto d'aquest monument      |
| Creu de terme                                                  |              | XX Inici                       | Veciana Paratge la Creu, Segur                                             | 41° 41′ 13″ N, 1° 28′ 11″ E / 41.68697°N,1.46967°E   | IPA-30664     | Creu de terme (Veciana) · Vegeu més fotos d'aquest monument · Carregueu una nova foto d'aquest monument                                    |
| Torrenova                                                      |              | Obra popular                   | Veciana                                                                    | 41° 39′ 06″ N, 1° 29′ 47″ E / 41.651675°N,1.496422°E | IPA-6107      | Torrenova (Veciana) · Vegeu més fotos d'aquest monument · Carregueu una nova foto d'aquest monument                                        |
| Can Pereres                                                    |              | Obra popular XII-XX            | Veciana Ctra. BV-1001, km 5,9                                              | 41° 41′ 13″ N, 1° 29′ 11″ E / 41.686964°N,1.486403°E | IPA-6102      | Can Pereres (Veciana) · Vegeu més fotos d'aquest monument · Carregueu una nova foto d'aquest monument                                      |